# Iemand van vroeger
Iemand van vroeger è il terzo album in studio del duo musicale olandese Suzan & Freek, pubblicato il 22 settembre 2023.

## Tracce
Testi e musiche di Arno Krabman, Freek Rikkerink, Léon Palmen e Suzan Stortelder, eccetto dove indicato.
1. Cirkels (intro) – 0:54 (Arno Krabman, Freek Rikkerink e Suzan Stortelder)
2. De helft van mij – 3:25
3. Slapeloosheid – 2:57 (Arno Krabman, Freek Rikkerink, Léon Palmen, Martijn Konijnenburg e Suzan Stortelder)
4. Vas-y (ga maar) (feat. Claude) – 3:07 (Arno Krabman, Claude Kiambe, Freek Rikkerink, Joren van der Voort e Suzan Stortelder)
5. Kwijt – 3:16 (Arno Krabman, Freek Rikkerink, Léon Palmen, Martijn Konijnenburg e Suzan Stortelder)
6. Iemand van vroeger – 2:56
7. Nooit meer regen – 3:21 (Arno Krabman, Freek Rikkerink, Léon Palmen, Martijn Konijnenburg e Suzan Stortelder)
8. Zinloos – 3:04 (Arno Krabman, Freek Rikkerink, Léon Palmen, Martijn Konijnenburg e Suzan Stortelder)
9. Honderd keer – 3:16
10. Het beste wat ik was – 3:04
11. Andersom net zo – 3:14 (Arno Krabman, Daniël Lohues, Freek Rikkerink e Suzan Stortelder)

## Classifiche

### Classifiche settimanali
| Classifica (2023) | Posizione massima |
| ----------------- | ----------------- |
| Belgio (Fiandre)  | 1                 |
| Paesi Bassi       | 1                 |

### Classifiche di fine anno
| Classifica (2023) | Posizione |
| ----------------- | --------- |
| Belgio (Fiandre)  | 90        |
| Paesi Bassi       | 55        |